# Festival de la Canción de Eurovisión Junior 2006
EL IV Festival de Eurovisión Junior se celebró el 2 de diciembre de 2006 en la Sala Polivalentă de la ciudad de Bucarest, Rumania. La gala fue presentada por Andreea Marin e Ioana Ivan y contó con la participación de 15 países. El ganador fue Rusia, que estuvo representada por el dúo de gemelas Nastia y Masha Tolmachova de 9 años, que interpretaron la canción Vesna (Jazz de primavera).
Los países debutantes en esta edición fueron Portugal y Ucrania, mientras que Serbia participó de forma solitaria sin la compañía de Montenegro, cuya independencia fue proclamada en junio del 2006. y también como Bielorrusia en el 2003 debutó en el infantil primero que en el de adultos Chipre volvió a participar luego de su retiro de la edición anterior.

## Países participantes
De los 16 fundadores, en esta edición participan once de ellos: Bélgica, Bielorrusia, Chipre, Croacia, España, Grecia, Macedonia, Malta, Rumanía y Suecia.
Andorra iba a debutar en esta edición, pero más tarde decidió retirarse.
En principio, Suecia quiso retirarse del festival para continuar con su participación en el Melodi Grand Prix Nordic.

### Canciones y selección
| País y TV         | Título original de la canción     | Artista                                                           | Proceso y fecha de selección                  |
| País y TV         | Traducción al español             | Idiomas                                                           | Proceso y fecha de selección                  |
| ----------------- | --------------------------------- | ----------------------------------------------------------------- | --------------------------------------------- |
| Bélgica VRT       | "Een Tocht Door Het Donker"       | Thor!                                                             | Junior Eurosong, 1 de octubre de 2006         |
| Bélgica VRT       | Un viaje a través de la oscuridad | Neerlandés                                                        | Junior Eurosong, 1 de octubre de 2006         |
| Bielorrusia BTRC  | "Noviy Den"                       | Andrey Kunets                                                     | Final nacional, 30 de septiembre de 2006      |
| Bielorrusia BTRC  | Nuevo día                         | Ruso                                                              | Final nacional, 30 de septiembre de 2006      |
| Chipre CyBC       | "Agoria Koritsia"                 | Luis Panagiotou y Christina Christofi                             | Final nacional                                |
| Chipre CyBC       | Chicos y Chicas                   | Griego                                                            | Final nacional                                |
| Croacia HRT       | "Lea"                             | Mateo Đido                                                        | Final nacional, 2 de julio de 2006            |
| Croacia HRT       | —                                 | Croata                                                            | Final nacional, 2 de julio de 2006            |
| España RTVE       | "Te doy mi voz"                   | Dani                                                              | Eurojunior, 6 de octubre de 2006              |
| España RTVE       | —                                 | Español                                                           | Eurojunior, 6 de octubre de 2006              |
| Grecia ERT        | "Den Peirazei"                    | Chloe Sofia Boleti                                                | Final nacional, 7 de octubre de 2006          |
| Grecia ERT        | No importa                        | Griego                                                            | Final nacional, 7 de octubre de 2006          |
| Macedonia MKRTV   | "Vljubena"                        | Zana Aliu                                                         | Final nacional                                |
| Macedonia MKRTV   | Enamorada                         | Macedonio                                                         | Final nacional                                |
| Malta PBS         | "Extra Cute"                      | Sophie Debattista                                                 | Final nacional                                |
| Malta PBS         | Extra linda                       | Inglés                                                            | Final nacional                                |
| Países Bajos AVRO | "Goed"                            | Kimberly                                                          | Junior Songfestival, 30 de septiembre de 2006 |
| Países Bajos AVRO | Bien                              | Neerlandés                                                        | Junior Songfestival, 30 de septiembre de 2006 |
| Portugal RTP      | "Deixa-Me Sentir"                 | Pedro Madeira                                                     | Festival da Canção Junior                     |
| Portugal RTP      | Déjame sentir                     | Portugués                                                         | Festival da Canção Junior                     |
| Rumanía TVR       | "Povestea Mea"                    | New Star Music                                                    | Final nacional                                |
| Rumanía TVR       | Mi historia                       | Rumano                                                            | Final nacional                                |
| Rusia RTR         | "Vesenniy Jazz"                   | Hermanas Tolmachovy                                               | Final nacional, 4 de junio de 2006            |
| Rusia RTR         | Jazz de primavera                 | Ruso                                                              | Final nacional, 4 de junio de 2006            |
| Serbia RTS        | "Učimo Strane Jezike"             | Neustrašivi Učitelji Stranih Jezika                               | Final nacional, 1 de octubre de 2006          |
| Serbia RTS        | Estudiamos idiomas extranjeros    | Serbio, Inglés, Francés, Alemán, Italiano, Español, Ruso, Japonés | Final nacional, 1 de octubre de 2006          |
| Suecia TV4        | "Det Finaste Någon Kan Få"        | Molly Sandén                                                      | Stage Junior, 2 de septiembre de 2006         |
| Suecia TV4        | Lo mejor que se puede conseguir   | Sueco                                                             | Stage Junior, 2 de septiembre de 2006         |
| Ucrania NTU       | "Khlopchyk Rock-n-roll"           | Nazar Slyusarchuk                                                 | Final nacional                                |
| Ucrania NTU       | Chico Rock-n-roll                 | Ucraniano                                                         | Final nacional                                |

### Países Retirados
- Dinamarca: A pesar de sus buenos resultados, decidió retirarse, debido a la demasiada presión sobre los niños participantes y para continuar con su participación en el Melodi Grand Prix Nordic.
- Letonia: Decidió retirarse, debido a los problemas económicos.
- Noruega: A pesar de qué obtuvo un buen resultado en la edición anterior, a pesar de haber confirmado en un primer momento su participación y a pesar de haber elegido ya a su representante, decidió retirarse, debido al bajo del argumento de qué sé explota a los niños y sé les impone demasiada presión y para continuar con su participación en el Melodi Grand Prix Nordic.
- Reino Unido: A pesar de sus resultados, decidió retirarse, debido a los bajos niveles de audiencia.
- Serbia y Montenegro: Decidió retirarse, debido a qué ya no puede participar más en éste festival, ya qué este país sé disolvió en 2006 y ahora participan por separado.

## Resultados
| N.º | País            | Artista(s)                            | Canción                   | Lugar | Puntos |
| --- | --------------- | ------------------------------------- | ------------------------- | ----- | ------ |
| 01  | Portugal        | Pedro Madeira                         | Deixa-me sentir           | 14    | 22     |
| 02  | Chipre          | Luis Panagiotou & Christina Christofi | Agoria Koritsia           | 8     | 58     |
| 03  | Países Bajos    | Kimberly                              | Goed                      | 12    | 44     |
| 04  | Rumania         | New Star Music                        | Povestea mea              | 6     | 80     |
| 05  | Ucrania         | Nazar Slyusarchuk                     | Khlopchyk Rock-N-Roll     | 9     | 58     |
| 06  | España          | Dani Fernández                        | Te doy mi voz             | 4     | 90     |
| 07  | Serbia          | Neustrašivi Uèitelji Stranih Jezika   | Učimo strane jezike       | 5     | 81     |
| 08  | Malta           | Sophie Debattista                     | Extra cute                | 11    | 48     |
| 09  | Macedonia (ARY) | Zana Aliu                             | Vljubena                  | 15    | 14     |
| 10  | Suecia          | Molly Sandén                          | Det finaste någon kan få  | 3     | 116    |
| 11  | Grecia          | Choe Boleti                           | Den Peizarei              | 13    | 35     |
| 12  | Bielorrusia     | Andrey Kunets                         | Novoyy den                | 2     | 129    |
| 13  | Bélgica         | Thor Salden                           | Een tocht door het donker | 7     | 71     |
| 14  | Croacia         | Mateo Dido                            | Lea                       | 10    | 50     |
| 15  | Rusia           | Hermanas Tolmachovy                   | Vesenniy Jazz             | 1     | 154    |

### Votaciones

#### Portavoces
| - Bélgica - Sander Cliquet - Bielorrusia - Liza Anton Baychuk - Chipre - George Ioannidies - Croacia - Lorena Jelusić (Representante de Croacia en la edición anterior y hermana de Dino Jelusić) - España - Lucía - Grecia - Alexandros Chountas (Representante de Grecia en la edición anterior junto con Kalli Georgellis) - Macedonia (A.R.Y) - Denis Dimoski (Representante de Macedonia en la edición anterior) - Malta - Jack Curtis | - Países Bajos - Tess Gaerthe (Representante de Países Bajos en la edición anterior) - Portugal - Joana Galo Costa - Rumania - Andrea Nastase - Rusia - Roman Kerimov (Portavoz de Rusia en la edición anterior) - Serbia - Milica Stanišić - Suecia - Amy Diamond - Ucrania - Assol Gumenyuk |  |

#### Tabla de puntuaciones
| ......Participante.....                                                | Pts. | Bandera de Portugal | Bandera de Chipre | Bandera de los Países Bajos | Bandera de Rumania | Bandera de Ucrania | Bandera de España | Bandera de Serbia | Bandera de Malta | Bandera de Macedonia del Norte | Bandera de Suecia | Bandera de Grecia | Bandera de Bielorrusia | Bandera de Bélgica | Bandera de Croacia | Bandera de Rusia |
| ---------------------------------------------------------------------- | ---- | ------------------- | ----------------- | --------------------------- | ------------------ | ------------------ | ----------------- | ----------------- | ---------------- | ------------------------------ | ----------------- | ----------------- | ---------------------- | ------------------ | ------------------ | ---------------- |
| Portugal                                                               | 22   |                     | 0                 | 0                           | 0                  | 0                  | 7                 | 0                 | 3                | 0                              | 0                 | 0                 | 0                      | 0                  | 0                  | 0                |
| Chipre                                                                 | 58   | 3                   |                   | 2                           | 3                  | 5                  | 3                 | 0                 | 0                | 3                              | 3                 | 12                | 6                      | 0                  | 0                  | 6                |
| Países Bajos                                                           | 44   | 0                   | 0                 |                             | 0                  | 0                  | 0                 | 5                 | 8                | 0                              | 2                 | 0                 | 0                      | 8                  | 6                  | 3                |
| Rumania                                                                | 80   | 6                   | 8                 | 1                           |                    | 4                  | 12                | 4                 | 2                | 6                              | 7                 | 7                 | 3                      | 2                  | 4                  | 2                |
| Ucrania                                                                | 58   | 5                   | 2                 | 0                           | 4                  |                    | 6                 | 0                 | 5                | 0                              | 0                 | 4                 | 8                      | 1                  | 3                  | 8                |
| España                                                                 | 90   | 7                   | 5                 | 7                           | 8                  | 6                  |                   | 3                 | 1                | 8                              | 8                 | 5                 | 7                      | 7                  | 1                  | 5                |
| Serbia                                                                 | 81   | 2                   | 4                 | 5                           | 5                  | 7                  | 2                 |                   | 7                | 10                             | 4                 | 1                 | 5                      | 5                  | 5                  | 7                |
| Malta                                                                  | 48   | 1                   | 1                 | 3                           | 0                  | 1                  | 1                 | 1                 |                  | 7                              | 5                 | 3                 | 2                      | 4                  | 7                  | 0                |
| Macedonia (ARY)                                                        | 14   | 0                   | 0                 | 0                           | 2                  | 0                  | 0                 | 0                 | 0                |                                | 0                 | 0                 | 0                      | 0                  | 0                  | 0                |
| Suecia                                                                 | 116  | 8                   | 7                 | 12                          | 7                  | 8                  | 4                 | 8                 | 10               | 2                              |                   | 6                 | 10                     | 10                 | 2                  | 10               |
| Grecia                                                                 | 35   | 0                   | 12                | 0                           | 1                  | 0                  | 0                 | 7                 | 0                | 0                              | 0                 |                   | 0                      | 3                  | 0                  | 0                |
| Bielorrusia                                                            | 129  | 12                  | 6                 | 4                           | 10                 | 10                 | 8                 | 6                 | 12               | 5                              | 10                | 8                 |                        | 6                  | 8                  | 12               |
| Bélgica                                                                | 71   | 4                   | 3                 | 8                           | 6                  | 3                  | 5                 | 2                 | 6                | 1                              | 1                 | 2                 | 4                      |                    | 10                 | 4                |
| Croacia                                                                | 50   | 0                   | 0                 | 6                           | 0                  | 2                  | 0                 | 10                | 0                | 12                             | 6                 | 0                 | 1                      | 0                  |                    | 1                |
| Rusia                                                                  | 154  | 10                  | 10                | 10                          | 12                 | 12                 | 10                | 12                | 4                | 4                              | 12                | 10                | 12                     | 12                 | 12                 |                  |
| Todos los participantes reciben 12 puntos al inicio de las votaciones. |      |                     |                   |                             |                    |                    |                   |                   |                  |                                |                   |                   |                        |                    |                    |                  |

#### Máximas puntuaciones
Tras la votación los países que recibieron 12 puntos (máxima puntuación que podía otorgar el jurado) fueron:
| N. | A           | De                                                              |
| -- | ----------- | --------------------------------------------------------------- |
| 7  | Rusia       | Rumania, Ucrania, Serbia, Suecia, Bielorrusia, Bélgica, Croacia |
| 3  | Bielorrusia | Portugal, Malta, Rusia                                          |
| 1  | Chipre      | Grecia                                                          |
| 1  | Croacia     | Macedonia (ARY)                                                 |
| 1  | Grecia      | Chipre                                                          |
| 1  | Rumania     | España                                                          |
| 1  | Suecia      | Países Bajos                                                    |

## Curiosidades
- España actuó con el mismo cuerpo de bailarines que actuó con Antonio José en la edición anterior.
- Kimberly, representante de Países Bajos, fue la primera persona en participar en el certamen en ser de raza negra.
- Es el segundo año que gana el participante que actúa en última posición.
- La canción serbia contiene fragmentos en idiomas que ya habían aparecido en el festival (francés, italiano) mientras que por primera vez aparecen el alemán y el japonés. También debuta el portugués y el ucraniano.
- Es la primera edición sin canciones en noruego, letón y danés.
- Serbia hizo su debut en esta edición, un año antes que en el Festival de Eurovisión 2007.